# Щербаков, Александр Фёдорович (Герой Советского Союза)
Александр Фёдорович Щербаков (23 октября 1923, Рославль — 2 ноября 2002, Киев) — участник Великой Отечественной войны, Герой Советского Союза. Начальник разведки дивизиона 36-го гвардейского миномётного полка (3-я гвардейская танковая армия, Воронежский фронт), гвардии старший лейтенант.

## Биография
Родился 23 октября 1923 года в городе Рославль ныне Смоленской области в семье рабочего. Русский. Член ВКП(б)/КПСС с 1946 года. Вместе с родителями переехал в Полтаву. Окончил 7 классов школы № 15 и механико-технологический техникум.
В Красной Армии с октября 1941 года. В 1942 году окончил Свердловское пехотное училище и в августе этого же года направлен в действующую армию на должность командира взвода 36-го гвардейского миномётного полка. Гвардии старший лейтенант Щербаков особо отличился при форсировании Днепра и в боях на Букринском плацдарме, где был тяжело ранен и контужен.
В конце 1944 года А. Ф. Щербакова направили на учёбу в военную академию. Но последствия тяжёлого ранения и контузии не позволили закончить её. Служил в Советской Армии на различных командных должностях. С 1955 года подполковник Щербаков — в запасе.
Жил в Киеве. Работал в Киевском филиале Всесоюзного научно-исследовательского института монтажспецстроя старшим инженером.
Умер 2 ноября 2002 года в Киеве. Похоронен на Байковом кладбище.

## Награды
Указом Президиума Верховного Совета СССР от 24 декабря 1943 года за мужество, отвагу и героизм, проявленные в борьбе с немецко-фашистскими захватчиками, гвардии старшему лейтенанту Щербакову Александру Фёдоровичу присвоено звание Героя Советского Союза с вручением ордена Ленина и медали «Золотая Звезда» (№ 2340).
Также награждён двумя орденами Отечественной войны 1-й степени, медалями.